# Stachys eplingii
Stachys eplingii är en kransblommig växtart som beskrevs av J.B. Nelson. Stachys eplingii ingår i släktet syskor, och familjen kransblommiga växter. Inga underarter finns listade i Catalogue of Life.